# 高等教育における学習成果の評価
高等教育における学習成果の評価（こうとうきょういくにおけるがくしゅうせいかのひょうか, The Assessment of Higher Education Learning Outcomes, AHELO）とは、OECDによる国際的な大学生の学習成果についての調査のことである。また日本では「大学版PISA」と呼ばれている。

## 概要
世界レベルで大学の国際化が進むなかで、大学など高等教育機関の学習成果の国際評価を行うために、OECDにより2011年から2012年に実施された。この試行試験には日本も参加している。
AHELOの試行試験は、「一般的技能」「背景情報（学生の学習環境など）」「工学、経済学」「付加価値」の4つの分野で実施されることになっている。同ワーキンググループは「工学」「背景情報」「一般的技能」「経済学」の順番で、参加を申し込むことを決定した。2011年に第1フェーズ、2012年に第2フェーズが行われ、日本はそれぞれ任意の大学で実施された。
大学関係者の間では早くもテスト結果に対して懸念する声が出ている。この批判は、AHELOの「一般的技能」は、PISAと同様に批判的思考力や問題解決能力など、欧米などの大学に比べて、日本人が苦手とされている部分が重視されていることによるものである。

## 試験の概要
第1フェーズ（2011年5月16～25日）
- 参加大学、人数 - 10大学、75人
- 試験内容 - 紙媒体の記述式のテスト、学生アンケート、学生ディスカッション、教員・機関調査

第2フェーズ（2012年4月23日～25日）
- 参加大学、人数 - 12大学、504人
- 試験内容 - オンライン式テスト問題、背景情報調査、教員・機関調査